# Наварро Монтойя, Карлос
Карлос Фернандо Наварро Монтойя (родился 26 февраля 1966 года) — колумбийско-аргентинский футболист, выступавший на позиции вратаря.
За время профессиональной карьеры, которая охватывает 25 лет, он представлял команды из Аргентины, Колумбии, Испании, Чили, Бразилии и Уругвая, всего 15 разных клубов (в основном «Бока Хуниорс»). В Аргентине он получил прозвище «El Mono» (рус. Обезьяна). В общей сложности он провёл 752 официальных матча.

## Клубная карьера
Наварро Монтойя родился в Медельине, Колумбия, но начал играть на профессиональном уровне в Аргентине в возрасте 18 лет, с «Велес Сарсфилд». В сезоне 1986/87 он играл за «Санта-Фе», а в 1988 году он присоединился к «Бока Хуниорс». В новом клубе он почти десять лет был основным вратарём — никогда не играл менее чем 35 матчей за сезон — также он установил клубные рекорды по числу матчей подряд (180) и минут без пропущенных мячей (824), в итоге он провёл 396 официальных матчей за «Боку». Его последняя игра, однако, закончилась поражением со счётом 1:3 от «Банфилда».
В январе 1997 года в возрасте почти 31 года Монтойя присоединился к «Эстремадуре» из Ла Лиги. Однако эта команда, как и следующие два его клуба («Мерида» и «Тенерифе»), вылетели из высшего дивизиона. После недолгого пребывания в Чили с клубом «Депортес Консепсьон» он вернулся в Аргентину и в течение пяти сезонов играл в высшем дивизионе за «Чакарита Хуниорс», «Индепендьенте» (после прихода в команду молодого Оскара Устари контракт 39-летнего Монтойи не был продлён) и «Химнасия и Эсгрима».
Во время выступления за «Индепендьенте», в гостевом матче с «Бокой Хуниорс», болельщики последнего закидали Монтойю резиновыми фалоимитаторами; при этом матч даже не был остановлен, а эти предметы просто валялись в штрафной площади голкипера.
В последующие годы Монтойя редко попадал в основные составы своих команд, играя в Аргентине, Бразилии и Уругвае. 10 июля 2009 года в возрасте 43 лет он объявил о своём уходе из профессионального футбола, заявив: «Это „прощай“, но и „спасибо“».
Первый тренерский опыт Монтойя получил в «Чакарита Хуниорс», откуда был уволен после лишь одной победы в шести матчах
.

## Международная карьера
Как натурализованный аргентинец Наварро хотел представлять «Альбиселесте», но он получил отказ ФИФА, так как он уже играл за Колумбию в трёх матчах квалификации к чемпионату мира 1986 (два матча против Парагвая), пропустив четыре гола.
В 1998 году ФИФА смягчила своё решение и дало игроку специальное разрешение играть за сборную Аргентины, но в возрасте 32 лет он уже не считался перспективным и никогда не представлял Аргентину.